# Франц Фіала
Франц Фіала (нім. Franz Fiala) — австрійський футболіст, що грав на позиції нападника. Відомий виступами у складі клубу «Адміра». Чемпіон Австрії 1927 року.

## Кар'єра
Виступав у складі клубу «Адміра» (Відень) на позиції лівого крайнього нападника. У 1927 році разом з командою здобув перший в історії клубу титул чемпіона Австрії. Несподіваним конкурентом «Адміри» у боротьбі за титул став клуб «Брігіттенауер». Перед останнім туром «Адміра» мала перевагу в одне очко, але суперникам випало грати між собою. Клуб упевнено переміг з рахунком 5:0 і здобув свій перший чемпіонський трофей. На рахунку Фіали 16 матчів у тому сезоні і чотири забитих м'ячі. 
Загалом у складі «Адміри» зіграв у національній першості 114 матчів і забив 27 голів.
Виступав у складі збірної Відня. У грудні 1924 року був учасником матчу проти збірної Венеції, що завершився виїзною перемогою австрійців з рахунком 6:1, а Франц став автором одного з голів своєї команди.

## Статистика

### Статистика клубних виступів
| Клуб              | Сезон | Чемпіонат | Чемпіонат | Кубок | Кубок | Всього | Всього |
| Клуб              | Сезон | Матчі     | Голи      | Матчі | Голи  | Матчі  | Голи   |
| ----------------- | ----- | --------- | --------- | ----- | ----- | ------ | ------ |
| «Адміра» (Відень) |       |           |           |       |       |        |        |
| 1919–1920         | 19    | 2         | 1         | 0     | 20    | 2      |        |
| 1920–1921         | 24    | 9         | ?         | ?     | 24+   | 9      |        |
| 1921–1922         | 15    | 4         | 3         | 1     | 18    | 5      |        |
| 1922–1923         | 3     | 0         | 0         | 0     | 3     | 0      |        |
| 1923–1924         | 5     | 1         | 0         | 0     | 5     | 1      |        |
| 1924–1925         | 18    | 4         | 2         | 0     | 20    | 4      |        |
| 1925–1926         | 14    | 3         | 0         | 0     | 14    | 3      |        |
| 1926–1927         | 16    | 4         | 1         | 0     | 17    | 4      |        |
| Всього            | 114   | 27        | 7+        | 1     | 121+  | 28     |        |

## Досягнення
- Чемпіон Австрії (1): 1927